# Lotbinière (district électoral du Canada-Uni)
Pour les articles homonymes, voir Lotbinière.
Circonscription électorale provinciale du Canada
Lotbinière est un district électoral de l'Assemblée législative de la province du Canada.

## Sous-districts
Ce district comportait les sous-districts suivants : 
| Numéro du sous-district | Nom du sous-district    |
| ----------------------- | ----------------------- |
| 196                     | Somerset                |
| 197                     | Saint-Jean Deschaillons |
| 198                     | Saint-Gilles            |
| 199                     | Saint-Flavien           |
| 200                     | Saint-Antoine           |
| 201                     | Sainte-Croix            |
| 202                     | Lotbinière              |
| 203                     | Saint-Sylvestre         |
| 204                     | Sainte-Agathe           |

Le sous-district de Somerset couvrait le territoire des municipalités de Notre-Dame-de-Lourdes et de Laurierville aujourd'hui.

## Liste des députés
| Années | Années      | Député                           | Affiliation                     |
| ------ | ----------- | -------------------------------- | ------------------------------- |
|        | 1841 - 1844 | Jean-Baptiste-Isaïe Noël         | Canadien-français antiunioniste |
|        | 1844 - 1848 | Joseph Laurin                    | Canadien-français               |
|        | 1848 - 1851 | Joseph Laurin                    | Canadien-français               |
|        | 1851 - 1854 | Joseph Laurin                    | Réformiste                      |
|        | 1854 - 1858 | John O'Farrell                   | Modéré                          |
|        | 1858 - 1858 | John O'Farrell                   | Conservateur                    |
|        | 1858 - 1861 | Lewis Thomas Drummond            | Libéral                         |
|        | 1861 - 1863 | Henri-Gustave Joly de Lotbinière | Rouge                           |
|        | 1863 - 1867 | Henri-Gustave Joly de Lotbinière | Rouge                           |